# Силовое поле (физика)
Силово́е по́ле в физике — это векторное поле в пространстве, в каждой точке которого на пробную частицу действует определённая по величине и направлению сила (вектор силы).
Технически различают (как это делается и для других видов полей):
- стационарные силовые поля, величина и направление которых могут зависеть исключительно от точки пространства (координат {\displaystyle x}, {\displaystyle y}, {\displaystyle z}), и
- нестационарные силовые поля, зависящие также от момента времени {\displaystyle t}.

Также:
- однородное силовое поле, для которого сила, действующая на пробную частицу, одинакова во всех точках пространства и
- неоднородное силовое поле, не обладающее таким свойством.

Наиболее простым для исследования является стационарное однородное силовое поле, но оно же представляет собой и наименее общий случай.

## Потенциальные поля
Если работа сил поля, действующих на перемещающуюся в нём пробную частицу, не зависит от траектории частицы, и определяется только её начальным и конечным положениями, то такое поле называется потенциальным. Для него можно ввести понятие потенциальной энергии частицы — некоторой функции координат частиц такой, что разность её значений в точках 1 и 2 равна, с точностью до знака, работе {\displaystyle A_{1\to 2}}, совершаемой полем при перемещении частицы из точки 1 в точку 2:
{\displaystyle U_{2}-U_{1}=-A_{1\to 2}}.
Сила в потенциальном поле выражается через потенциальную энергию как её градиент:
{\displaystyle {\vec {F}}=-\mathrm {grad} \ U.}
Примеры потенциальных силовых полей:
- Ньютоново поле тяготения. Для поля материальной точки справедливо:
{\displaystyle {\vec {g}}({\vec {r}})=-G{\frac {M}{r^{3}}}{\vec {r}}}
{\displaystyle U({\vec {r}})=-G{\frac {mM}{r}}},

где {\displaystyle {\vec {g}}} — напряжённость поля (ускорение свободного падения), {\displaystyle U} — потенциальная энергия, {\displaystyle M} — масса материальной точки, {\displaystyle {\vec {r}}} — радиус-вектор, проведённый от материальной точки в точку наблюдения, {\displaystyle r} — длина этого радиуса-вектора, {\displaystyle m} — масса пробной частицы, {\displaystyle G} — константа, называемая гравитационной постоянной, численное значение которой зависит от выбранной системы единиц измерения.
- Электростатическое поле.
- Поле упругих деформаций.